# IF Elfsborg
Idrottsföreningen Elfsborg, meistens kurz IF Elfsborg, ist ein Sportverein aus der schwedischen Stadt Borås. Der Verein ist vor allem für seine Fußballmannschaft bekannt, die in der höchsten schwedischen Fußballliga, der Allsvenskan, spielt.

## Geschichte

### Anfangsjahre
Der Klub wurde am 26. Juni 1904 von 19 jungen Männern als Borås Fotbollslag gegründet. Zwei Jahre später trat der Klub dem Riksidrottsförbundet bei und änderte seinen Namen in die noch heute gültige Bezeichnung Idrottsföreningen Elfsborg. Ein erster Erfolg konnte 1908 verzeichnet werden, als durch einen Finalsieg gegen IFK Mariestad die Distriktmeisterschaft gewonnen wurde.
Am 26. Mai 1918 spielte erstmals ein Spieler des Klubs in der schwedischen Nationalmannschaft. Beim  Spiel gegen die Auswahl Norwegens debütierte Axel Larsson im Nationaltrikot und konnte einen 2:0-Erfolg feiern.

### Erste Erfolge in der Allsvenskan
Bei der Einführung der Allsvenskan 1924 verpasste IF Elfsborg die Qualifikation und startete in der zweitklassigen Västsvenska Serien. 1926 erreichte die Mannschaft die Aufstiegsrunde und musste gegen Halmstads BK antreten. Nach einer 1:3-Niederlage im ersten Spiel führte ein 4:2-Erfolg im Rückspiel zu einem Entscheidungsspiel. Am 4. Juli 1926 schoss Stürmer Nils Hedin beim 4:2-Sieg auf neutralem Platz im Ullevi in Göteborg mit vier Toren den Klub im Alleingang zum Aufstieg in die schwedische Eliteserie.
Am dritten Spieltag der Spielzeit 1926/27 gelang der erste Sieg im Oberhaus, als Mitaufsteiger Westermalms IF mit 5:1 deklassiert wurde. Am Ende der Spielzeit wurde mit Erreichen des zehnten Ranges der Klassenerhalt geschafft. In den folgenden Jahren konnte sich der Klub in der Allsvenskan etablieren. In der Spielzeit 1930/31 geriet der Klub in Abstiegsgefahr, konnte sich aber vor dem punktgleichen Redbergslids IK als Zehnter behaupten.
1934 stellte der Verein mit Sven Jonasson den Torschützenkönig der Allsvenskan, der nach seinem Erstligadebüt am 11. September 1927 in 344 aufeinanderfolgenden Spielen für Elfsborg auf dem Platz stand und damit einen bis heute gültigen Ligarekord aufstellte. Zwei Jahre später feierte IF Elfsborg seinen ersten Titelgewinn: Mit vier Punkten Vorsprung auf AIK Solna, der in beiden Aufeinandertreffen besiegt werden konnte, gewannen die „Gelben“ den schwedischen Meistertitel. Sven Jonasson krönte die Saison mit dem erneuten Gewinn der Torschützenkrone.
1939 gelang der zweite Triumph in der schwedischen Meisterschaft. Dabei wurde die Konkurrenz quasi deklassiert, der Vizemeister AIK wies am Ende der Saison neun Punkte Rückstand auf. Zu dieser Zeit bildete die Mannschaft zudem das Rückgrat der schwedischen Nationalmannschaft, teilweise standen bis zu sieben Spieler des Klubs zeitgleich auf dem Feld. In der Folgesaison konnte der Titel verteidigt werden, jedoch fiel die Entscheidung knapp aus: Konkurrent IFK Göteborg war am Ende punktgleich, wies jedoch die schlechtere Tordifferenz auf.
1941 verließ IFE sein altes Stadion Ramnavallen und siedelte in das Stadion Ryavallen über. Beim Eröffnungsspiel ersetzte der Klub die Nationalmannschaft Finnlands, die kriegsbedingt absagen musste, und schlug die schwedische Nationalmannschaft mit 2:1.
1942 erreichte der Klub erstmals das Finale des Svenska Cupen, musste sich aber vor 10.000 Zuschauern in Solna GAIS Göteborg mit 1:2 geschlagen geben. Auch in der Liga blieb 1943, 1944 und 1945 jeweils nur der zweite Platz.

### Jahre im Mittelmaß
In den folgenden Jahren konnte IF Elfsborg nicht mehr an die Erfolge anknüpfen. 1947 gelang zwar noch einmal der vierte Platz in der Liga, aber bereits in der folgenden Spielzeit konnte sich der Klub nur mit einem Punkt Vorsprung auf Djurgårdens IF vor dem Abstieg retten.
Mit Pär Bengtsson, der bei den Olympischen Spielen 1948 in London im Kader der schwedischen Nationalmannschaft stand, die die Goldmedaille gewann, und Åke Hjalmarsson folgten 1949 auch zwei Spieler aus Borås dem Ruf des Geldes aus Südeuropa und wechselten wie viele ihrer Landsleute Ende der 1940er/Anfang der 1950er Jahre als Fußballprofispieler nach Italien.
1951, 1952 und 1953 sprang ebenfalls nur der drittletzte Platz heraus und 1954 folgte als Tabellenletzter der Absturz in die Zweitklassigkeit.
1957 verpasste der Klub als Zweitligazweiter nur knapp den Aufstieg. Das Spiel gegen Örgryte IS im Gamla Ullevi, das mit einem 2:1-Erfolg für die Mannschaft aus Borås endete, verfolgten 32.357 Zuschauer. Ein Jahr später stellte der in der zweiten Liga spielende Klub mit Ingemar Haraldsson einen Vizeweltmeister. Der dritte Torhüter der schwedischen Nationalmannschaft blieb jedoch in seiner gesamten Laufbahn ohne Länderspieleinsatz.

### Die Rückkehr
1960 wurde der Aufstieg und damit die Rückkehr in die Allsvenskan perfekt gemacht. Als Zweitligameister gewann IFE alle drei Qualifikationsspiele gegen Örebro SK, IFK Luleå und IFK Kristianstad. Zurück in der ersten Liga, sorgte die Mannschaft für Furore: Als Aufsteiger wurde mit fünf Punkten Vorsprung auf IFK Norrköping der schwedische Meistertitel gewonnen. 41.908 Zuschauer verfolgten in jener Saison das 5:5-Unentschieden im Ullevi gegen IFK Göteborg.
1963 fand sich die Mannschaft zwei Jahre nach ihrem Sensationserfolg jedoch wieder im Abstiegskampf, konnte als Tabellenzehnter allerdings die Klasse behaupten. Wiederum zwei Jahre später fand man sich im vorderen Feld wieder und wurde hinter Malmö FF Vizemeister.
1971 erfolgte der zweite Abstieg von IF Elfsborg in der Vereinsgeschichte. 14 Punkte aus 22 Spielen waren zu wenig, um die Klasse zu erhalten. Als Zweitligameister wurde jedoch die direkte Rückkehr in die nun auf 14 Mannschaften aufgestockte Eliteserie geschafft. Hier platzierte sich die Mannschaft in den folgenden Jahren im Mittelfeld der Liga.
1977 blieb Torhüter Tore Stenbäcken 674 Minuten ohne Gegentor und konnte damit einen neuen Ligarekord aufstellen. Damit verhalf er dem Klub zu einer erneuten Vizemeisterschaft und der erstmaligen Qualifikation für den Europapokal. Im UEFA-Pokal 1978/79 gelang im ersten Spiel zwar ein 2:0-Erfolg über Racing Straßburg, mit einer 1:4-Niederlage im Rückspiel in Frankreich folgte jedoch das Aus bereits in der ersten Runde. Zwei Jahre später wurde man Dritter, danach ging es wieder bergab. 1981 musste die Mannschaft in Relegationsspielen gegen BK Häcken antreten. Nach einem 1:0-Auswärtserfolg reichte ein 1:1-Unentschieden im heimischen Ryavallen zum Klassenerhalt. Im selben Jahr zog die Mannschaft zum zweiten Mal in der Vereinsgeschichte ins Pokalfinale ein, wurde jedoch von Kalmar FF vor 2.245 Zuschauern mit 4:0 deklassiert. In der folgenden Saison wurde wiederum der dritte Platz und damit die neu eingeführte Endrunde erreicht. Hier war im Halbfinale gegen Hammarby IF Schluss, als ein 3:1-Heimerfolg sich nach der 0:3-Schlappe im Rückspiel als zu wenig erwies.

### Jahre in der Zweitklassigkeit
1984 wurde Elfsborg nur Vorletzter und musste sich zum dritten Mal vom Erstligafußball verabschieden. Mit Simon Hunt, der von AFC Wrexham gekommen war, stand erstmals ein ausländischer Spieler in den Reihen des Klubs. In der zweiten Liga gelang auf Anhieb die Meisterschaft und nach Erfolgen in der Aufstiegsrunde die Rückkehr ins Oberhaus.
Mit einem Punkt Vorsprung auf Kalmar FF schafften die „Gelben“ den Klassenerhalt in der Allsvenskan. Allerdings belegte die Mannschaft in der folgenden Spielzeit weit abgeschlagen mit nur zehn Punkten den letzten Platz und verließ erneut die schwedische Eliteserie. In den folgenden Jahren dümpelte der Klub in der zweitklassigen Division 1 herum. 1995 gelang der dritte Platz in der zweiten Liga.

### Erneute Rückkehr und Triumphe
1996 wurde IF Elfsborg Meister der Division 1 Södra und schaffte damit nach zehn Jahren die Rückkehr in die erste Liga. Nach einem 3:0-Auftakterfolg gegen IFK Göteborg wurde am Ende der Saison der siebte Platz belegt. Bei der dritten Pokalfinalteilnahme wurde erneut der Triumph verpasst, AIK gelang vor 9.472 Zuschauern ein 2:1-Erfolg. In den folgenden Jahren platzierte sich der Klub im Niemandsland der Tabelle.
Mit Beginn des neuen Jahrtausends gelang mit dem fünften Tabellenrang das beste Ergebnis seit fast 20 Jahren. Am 25. Juni 2001 gelang bei der vierten Finalteilnahme in einem dramatischen Spiel erstmals der Sieg im Svenska Cupen. Nachdem es nach 120 Spielminuten 1:1 unentschieden stand, bewiesen die Spieler aus Borås die besseren Nerven und konnten nach 24 Elfmetern mit einem 10:9-Erfolg im Elfmeterschießen den ersten Titelgewinn in diesem Wettbewerb feiern. 2003 konnte erneut die Trophäe gewonnen werden, dieses Mal wurde Assyriska Föreningen mit zwei Toren von Lars Nilsson klar mit 2:0 besiegt.

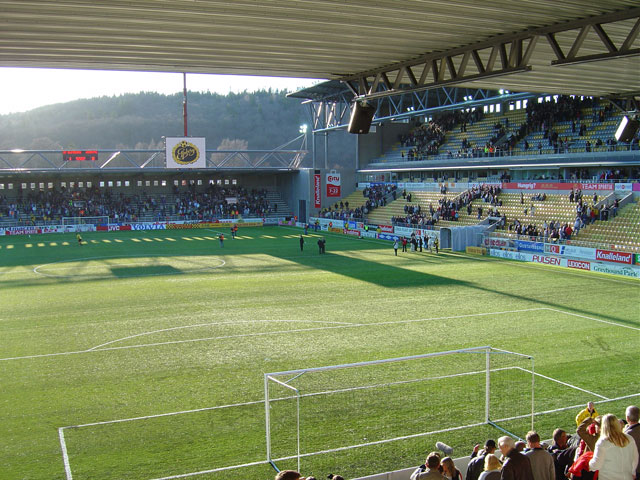
Bild vom Eröffnungsspiel in der Borås Arena am 17. April 2005

2005 zog IF Elfsborg um. Das alte Stadion wurde durch die moderne Borås Arena ersetzt, die 16.200 Zuschauern (international: 10.971) Platz bietet. Das Eröffnungsspiel am 17. April 2005 gegen Örgryte IS wurde durch einen Treffer von Daniel Mobaeck mit 1:0 gewonnen.
2006 wurde IF Elfsborg nach 45-jähriger Pause zum fünften Mal in der Vereinsgeschichte schwedischer Landesmeister. Nach einem spannenden Kopf-an-Kopf-Rennen mit AIK, das erst am letzten Spieltag entschieden wurde, konnten die „Gelben“ unter Trainer Magnus Haglund den Lennart-Johansson-Pokal in die Höhe strecken. Am 31. März 2007 wurde durch einen 1:0-Erfolg über Pokalsieger Helsingborgs IF zudem der schwedische Supercup gewonnen.
Als schwedischer Meister trat IFE in der Qualifikation zur UEFA Champions League 2007/08 an. Nach Erfolgen über den nordirischen Verein Linfield FC und den ungarischen Verein Debreceni Vasutas SC erwies sich der spanische Vertreter FC Valencia mit Siegen in beiden Spielen als zu hohe Hürde. Nach mehreren Spielzeiten im vorderen Tabellenbereich gewann die Mannschaft nach Haglunds Abschied unter dem neuen Trainer Jörgen Lennartsson in der Spielzeit 2012 zum sechsten Mal in der Vereinsgeschichte die Meisterschaft, dabei wurden BK Häcken und Malmö FF distanziert. Nach einer durchwachsenen folgenden Spielzeit musste Lennartsson im September 2013 gehen, der vormalige Nationalspieler Klas Ingesson übernahm das Traineramt und führte die Mannschaft im Mai 2014 zum Pokalgewinn. Ingesson übte sein Amt bis zu seinem Tod Ende Oktober 2014 aus.
In den folgenden Jahren wurden in der Regel Plätze im Mittelfeld oder oberen Tabellendrittel erreicht, bis in der Saison 2020 mit der Vizemeisterschaft die Qualifikation für die neu geschaffene UEFA Europa Conference League gelang. Hier wurde mit dem Ausscheiden in der Play-off-Runde gegen Feyenoord Rotterdam die Gruppenphase verpasst.

## Erfolge
- Schwedischer Meister (6): 1936, 1939, 1940, 1961, 2006, 2012
- Schwedischer Pokalsieger (3): 2001, 2003, 2014
- Schwedischer Supercupsieger (1): 2007

## Europapokalbilanz
| Saison  | Wettbewerb                    | Runde                  | Gegner                 | Gesamt          | Hin        | Rück          |
| ------- | ----------------------------- | ---------------------- | ---------------------- | --------------- | ---------- | ------------- |
| 1971/72 | UEFA-Pokal                    | 1. Runde               | Hertha BSC             | 2:7             | 1:3 (A)    | 1:4 (H)       |
| 1978/79 | UEFA-Pokal                    | 1. Runde               | Racing Straßburg       | 3:4             | 2:0 (H)    | 1:4 (A)       |
| 1980/81 | UEFA-Pokal                    | 1. Runde               | FC St. Mirren          | 1:2             | 1:2 (H)    | 0:0 (A)       |
| 1983/84 | UEFA-Pokal                    | 1. Runde               | Widzew Łódź            | (a)2:2(a)       | 0:0 (A)    | 2:2 (H)       |
| 2001/02 | UEFA-Pokal                    | Qualifikation          | JK Trans Narva         | 5:3             | 00:3 (A) 1 | 5:0 (H)       |
| 2001/02 | UEFA-Pokal                    | 1. Runde               | Legia Warschau         | 2:10            | 1:4 (A)    | 1:6 (H)       |
| 2004/05 | UEFA-Pokal                    | 2. Qualifikationsrunde | Glentoran FC           | 3:1             | 1:0 (A)    | 2:1 (H)       |
| 2004/05 | UEFA-Pokal                    | 1. Runde               | Dinamo Zagreb          | 0:2             | 0:2 (A)    | 0:0 (H)       |
| 2007/08 | UEFA Champions League         | 1. Qualifikationsrunde | Linfield FC            | 1:0             | 0:0 (A)    | 1:0 (H)       |
| 2007/08 | UEFA Champions League         | 2. Qualifikationsrunde | Debreceni Vasutas SC   | 1:0             | 1:0 (A)    | 0:0 (H)       |
| 2007/08 | UEFA Champions League         | 3. Qualifikationsrunde | FC Valencia            | 1:5             | 0:3 (A)    | 1:2 (H)       |
| 2007/08 | UEFA-Pokal                    | 1. Runde               | Dinamo Bukarest        | (a)2:2(a)       | 2:1 (A)    | 0:1 (H)       |
| 2007/08 | UEFA-Pokal                    | Gruppenphase           | AEK Athen              | 1:1             | 1:1 (H)    | 1:1 (H)       |
| 2007/08 | UEFA-Pokal                    | Gruppenphase           | AC Florenz             | 1:6             | 1:6 (A)    | 1:6 (A)       |
| 2007/08 | UEFA-Pokal                    | Gruppenphase           | FK Mladá Boleslav      | 1:3             | 1:3 (H)    | 1:3 (H)       |
| 2007/08 | UEFA-Pokal                    | Gruppenphase           | Villarreal CF          | 0:2             | 0:2 (A)    | 0:2 (A)       |
| 2008    | UEFA Intertoto Cup            | 1. Runde               | HB Tórshavn            | 4:1             | 4:1 (A)    | 0:0 (H)       |
| 2008    | UEFA Intertoto Cup            | 2. Runde               | Hibernian Edinburgh    | 4:0             | 2:0 (A)    | 2:0 (H)       |
| 2008    | UEFA Intertoto Cup            | 3. Runde               | FK Riga                | 1:0             | 1:0 (H)    | 0:0 (A)       |
| 2008/09 | UEFA-Pokal                    | 2. Runde               | St. Patrick's Athletic | 3:4             | 2:2 (H)    | 1:2 (A)       |
| 2009/10 | UEFA Europa League            | 2. Qualifikationsrunde | Haladás Szombathely    | 3:0             | 3:0 (H)    | 0:0 (A)       |
| 2009/10 | UEFA Europa League            | 3. Qualifikationsrunde | Sporting Braga         | 4:1             | 2:1 (A)    | 2:0 (H)       |
| 2009/10 | UEFA Europa League            | Play-offs              | Lazio Rom              | 1:3             | 0:3 (A)    | 1:0 (H)       |
| 2010/11 | UEFA Europa League            | 2. Qualifikationsrunde | FC Iskra-Stali Rîbnița | 3:1             | 2:1 (H)    | 1:0 (A)       |
| 2010/11 | UEFA Europa League            | 3. Qualifikationsrunde | FK Teteks Tetovo       | 7:1             | 5:0 (H)    | 2:1 (A)       |
| 2010/11 | UEFA Europa League            | Play-offs              | SSC Neapel             | 0:3             | 0:1 (A)    | 0:2 (H)       |
| 2011/12 | UEFA Europa League            | 1. Qualifikationsrunde | CS Fola Esch           | 5:1             | 4:0 (H)    | 1:1 (A)       |
| 2011/12 | UEFA Europa League            | 2. Qualifikationsrunde | FK Sūduva              | 4:1             | 1:1 (A)    | 3:0 (H)       |
| 2011/12 | UEFA Europa League            | 3. Qualifikationsrunde | Aalesunds FK           | 1:5             | 0:4 (A)    | 1:1 (H)       |
| 2012/13 | UEFA Europa League            | 1. Qualifikationsrunde | Floriana FC            | 12:0            | 8:0 (H)    | 4:0 (A)       |
| 2012/13 | UEFA Europa League            | 2. Qualifikationsrunde | FC Dacia Chișinău      | 2:1             | 0:1 (A)    | 2:0 (H)       |
| 2012/13 | UEFA Europa League            | 3. Qualifikationsrunde | AC Horsens             | 3:4             | 1:1 (A)    | 2:3 (H)       |
| 2013/14 | UEFA Champions League         | 2. Qualifikationsrunde | FC Daugava             | 11:1            | 7:1 (H)    | 4:0 (A)       |
| 2013/14 | UEFA Champions League         | 3. Qualifikationsrunde | Celtic Glasgow         | 0:1             | 0:1 (A)    | 0:0 (H)       |
| 2013/14 | UEFA Europa League            | Play-offs              | FC Nordsjælland        | 2:1             | 1:1 (H)    | 1:0 (A)       |
| 2013/14 | UEFA Europa League            | Gruppenphase           | RB Salzburg            | 0:5             | 0:4 (A)    | 0:1 (H)       |
| 2013/14 | UEFA Europa League            | Gruppenphase           | Standard Lüttich       | 4:2             | 1:1 (H)    | 3:1 (A)       |
| 2013/14 | UEFA Europa League            | Gruppenphase           | Esbjerg fB             | 1:3             | 1:2 (H)    | 0:1 (A)       |
| 2014/15 | UEFA Europa League            | 2. Qualifikationsrunde | Inter Baku             | 4:4 (4:3 i. E.) | 0:1 (H)    | 1:0 (A)       |
| 2014/15 | UEFA Europa League            | 3. Qualifikationsrunde | FH Hafnarfjörður       | 5:3             | 4:1 (H)    | 1:2 (A)       |
| 2014/15 | UEFA Europa League            | Play-offs              | Rio Ave FC             | (a)2:2(a)       | 2:1 (H)    | 0:1 (A)       |
| 2015/16 | UEFA Europa League            | 1. Qualifikationsrunde | FC Lahti               | 7:2             | 2:2 (A)    | 5:0 (H)       |
| 2015/16 | UEFA Europa League            | 2. Qualifikationsrunde | Randers FC             | 1:0             | 0:0 (A)    | 1:0 n. V. (H) |
| 2015/16 | UEFA Europa League            | 3. Qualifikationsrunde | Odds BK                | 2:3             | 2:1 (H)    | 0:2 (A)       |
| 2021/22 | UEFA Europa Conference League | 2. Qualifikationsrunde | FC Milsami             | 9:0             | 4:0 (H)    | 5:0 (A)       |
| 2021/22 | UEFA Europa Conference League | 3. Qualifikationsrunde | Velež Mostar           | 5:2             | 1:1 (H)    | 4:1 (A)       |
| 2021/22 | UEFA Europa Conference League | Play-offs              | Feyenoord Rotterdam    | 3:6             | 0:5 (A)    | 3:1 (H)       |
| 2022/23 | UEFA Europa Conference League | 2. Qualifikationsrunde | Molde FK               | 2:6             | 1:4 (A)    | 1:2 (H)       |
| 2024/25 | UEFA Europa League            | 1. Qualifikationsrunde | Paphos FC              | 8:2             | 3:0 (H)    | 5:2 (A)       |
| 2024/25 | UEFA Europa League            | 2. Qualifikationsrunde | FC Sheriff Tiraspol    | 3:0             | 1:0 (A)    | 2:0 (H)       |
| 2024/25 | UEFA Europa League            | 3. Qualifikationsrunde | HNK Rijeka             | 3:1             | 1:1 (A)    | 2:0 (H)       |
| 2024/25 | UEFA Europa League            | Play-offs              | Molde FK               | 1:1 (4:2 i. E.) | 1:0 (A)    | 0:1 n. V. (H) |
| 2024/25 | UEFA Europa League            | Ligaphase              | AZ Alkmaar             | 2:3             | (A)        |               |
| 2024/25 | UEFA Europa League            | Ligaphase              | AS Rom                 | 1:0             | (H)        |               |
| 2024/25 | UEFA Europa League            | Ligaphase              | Galatasaray Istanbul   | 3:4             | (A)        |               |
| 2024/25 | UEFA Europa League            | Ligaphase              | Sporting Braga         | 1:1             | (H)        |               |
| 2024/25 | UEFA Europa League            | Ligaphase              | Athletic Bilbao        | 0:3             | (A)        |               |
| 2024/25 | UEFA Europa League            | Ligaphase              | Qarabağ Ağdam          | 1:0             | (H)        |               |
| 2024/25 | UEFA Europa League            | Ligaphase              | OGC Nizza              | 1:0             | (H)        |               |
| 2024/25 | UEFA Europa League            | Ligaphase              | Tottenham Hotspur      | 0:3             | (A)        |               |

Gesamtbilanz: 110 Spiele, 47 Siege, 24 Unentschieden, 39 Niederlagen, 165:135 Tore (Tordifferenz +30)

## Aktueller Kader 2024
- Stand: 8. Dezember 2024[2]

| Nr. |          | Position | Name                    |
| --- | -------- | -------- | ----------------------- |
| 1   | Schweden | TW       | Melker Uppenberg        |
| 2   | Ghana    | AB       | Terry Yegbe             |
| 4   | Schweden | AB       | Gustav Henriksson       |
| 6   | Island   | MF       | Andri Fannar Baldursson |
| 7   | Danemark | MF       | Jens Thomasen           |
| 8   | Schweden | AB       | Sebastian Holmén        |
| 9   | Kosovo   | ST       | Arbër Zeneli            |
| 10  | Ghana    | MF       | Michael Baidoo          |
| 11  | Island   | MF       | Eggert Aron Gudmundsson |
| 12  | Danemark | ST       | Emil Holten             |
| 13  | Schweden | AB       | Johann Larsson          |
| 14  | Ghana    | ST       | Jalal Abdulai           |
| 15  | Schweden | ST       | Simon Hedlund           |

| Nr. |          | Position | Name              |
| --- | -------- | -------- | ----------------- |
| 16  | Kenia    | MF       | Timothy Noor Ouma |
| 17  | Schweden | ST       | Per Frick         |
| 18  | Schweden | ST       | Ahmed Qasem       |
| 19  | Tunesien | AB       | Rami Kaib         |
| 20  | Schweden | AB       | Gottfrid Rapp     |
| 23  | Schweden | AB       | Niklas Hult       |
| 25  | Schweden | MF       | Enzo Andrén       |
| 26  | Schweden | AB       | Ludvig Richtnér   |
| 27  | Kosovo   | MF       | Besfort Zeneli    |
| 29  | Nigeria  | AB       | Ibrahim Buhari    |
| 30  | Danemark | TW       | Marcus Bundgaard  |
| 31  | Schweden | TW       | Isak Pettersson   |

## Trainer
- Anders Linderoth (1995–1997)